# Ara (singolo)
Ara è un singolo della cantante turca Zeynep Bastık, pubblicato il 29 luglio 2022.
Si tratta di un riadattamento in turco del brano in lingua francese Paro.

## Video musicale
Il video musicale, diretto da Mali Ergin, è stato reso disponibile in concomitanza con l'uscita del brano attraverso il canale YouTube dell'artista.

## Tracce
Testi di Najoua "Nej" Laamri ed Emrah Karakuyu, musiche di Mona Nasraddine.
1. Ara – 3:00

## Formazione
- Zeynep Bastık – voce
- Mona Nasraddine – produzione
- GKG Mastering – mastering
- Aerro – missaggio

## Classifiche
| Classifica (2022) | Posizione massima |
| ----------------- | ----------------- |
| Turchia           | 1                 |